# 相生村 (岐阜県)
相生村（あいおいむら）は、かつて岐阜県郡上郡に存在した村である。1954年に合併で八幡町となった後、現在は郡上市の一部である。かつての八幡町南部に位置し、長良川の両岸に位置する。

## 歴史
- 江戸時代、この地域の大部分は郡上藩領であった[”注” 1]。宝暦年間に発生した郡上一揆では多くの村民が決起しており、死罪になった者もいる。
- 1875年（明治8年）1月 - 鈴原村、亀尾島村、寺本村、福手村、門原村、腰細村の6村が合併し、相生村となる[1]。
- 1889年（明治22年）7月1日 - 町村制施行に伴い、相生村が発足。
- 1897年（明治30年）4月1日 - 相生村、西乙原村、那比村、稲成村、吉野村、安久田村の6村が合併し改めて発足[1]。
  - 1920年（大正9年）戸数652戸、人口3,945人[1]。
  - 1924年（大正13年）主産物は石灰375.000貫、煎茶950貫、番茶5.150貫、木炭187.000貫、繭17.000貫など[1]。
- 1929年（昭和4年）12月8日 - 国鉄越美南線が開通し、村内に美濃相生駅が開業[1]。
- 1954年（昭和29年）12月15日 - 八幡町（初代）、川合村、口明方村、西和良村と合併し、改めて八幡町が発足。同日相生村は廃止された。

## 学校
- 相生村立相生小学校 （現・郡上市立相生小学校）
- 相生村立相生第二小学校 （後の郡上市立相生第二小学校。2007年3月31日閉校）
- 相生村立相生中学校
- 相生村立相生第二中学校

## 公共交通機関
- 国鉄越美南線
  - 美濃相生駅

## 神社・仏閣・観光
- 那比新宮神社
- 本宮神社